# AC-119空中砲艇
AC-119G暗影/AC-119K毒刺（英語：Shadow/Stinger）是美國在越戰期間開發的砲艦機。該機取代了AC-47，並被後續機型的AC-130空中砲艇所取代。

## 發展

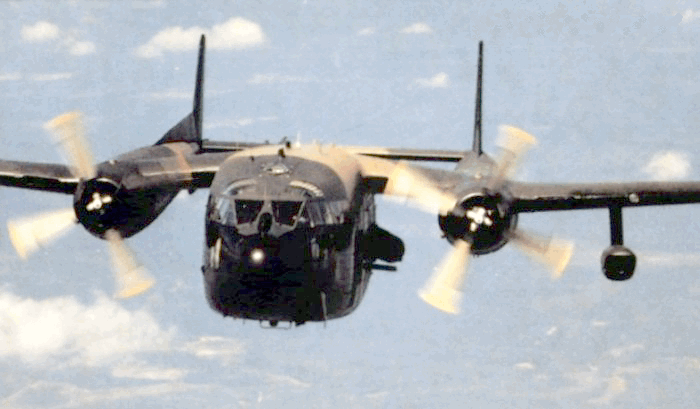
裝備奇異J85渦噴發射擊的AC-119K

1967年底，由於AC-47在越南戰場上的成功，美國空軍意識到砲艦機對地打擊的效果。雖然同時期的AC-130空中砲艇（砲艦機項目II）性能十分優秀，但身為當時的新型運輸機，C-130本身供不應求，而AC-130的交機則更為緩慢。就算只部署在胡志明小徑，AC-130也顯得捉襟見肘。因此，空軍迫切需要一架比AC-47大型的替代機型，填補AC-130的巡邏任務。
而後，費爾柴德的C-119運輸機成為美軍的最佳解，C-119具有比C-47更大的容量，同時在前線也逐步被C-123和C-130所取代。1968年2月，根據美國空軍砲艦機項目III(Project Gunship III)，26架C-119G改裝為AC-119G，雖然最初採用“Creep”，但後來分配了稱號"暗影"("Shadow")。
此外，負責所有改裝的費爾柴德-希勒還將另外26架C-119G改裝為AC-119K，並稱為"毒刺"("Stinger")，與AC-119G的差異主要是多了兩門M61火神式機砲。同時，AC-119K在翼下吊艙中添加2具奇異J85渦噴發射擊。
由於砲艦機項目III誕生於AC-130A(砲艦機項目II)後，意味著AC-119的兩個版本中都比AC-47更先進。AC-119G配備了一些最先進的電子對抗和雷達設備，以及包括 AVQ-8 氙氣燈、夜間觀察瞄準鏡和 LAU-74/A 照明彈發射器等的基礎配置。
由於任務危險程度更高（打擊胡志明小徑），AC-119K更為先進。改裝包括AN/APN-147多普勒導航雷達、AN/AAD-4前視紅外線、AN/APQ-133側視信標追蹤雷達和AN/APQ-136搜尋雷達。
AC-119G的SUU-11A/A吊艙內共有四門GAU-2A/A機槍。而後很快就改為專用的MXU-470/A迷你機槍模組。AC-119K則因為需要威力更大、射程更遠的武器，因而除了的四門迷你機槍外，還配備了兩門M61機砲。

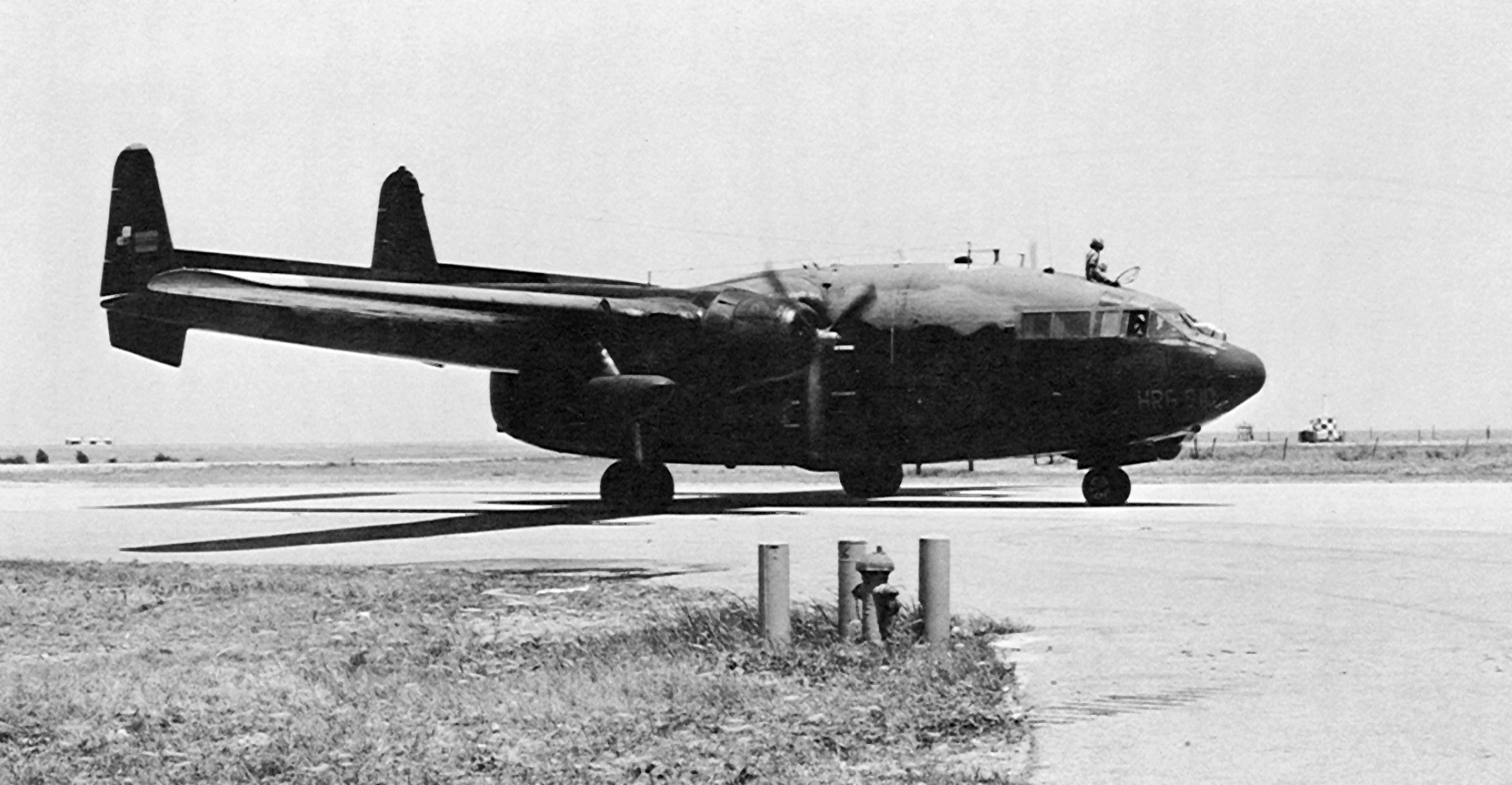
越南共和國空軍的AC-119K

1968年11月，AC-119部署到越南，並駐紮於芽莊空軍基地的第14特種作戰聯隊。而AC-119G編入第71特種作戰中隊，該中隊由位於印第安納州哥倫布市巴卡拉空軍基地的美國空軍預備役司令部第71運兵中隊組成。1969 年，第71特種作戰中隊返回美國後，AC-119由新組成的第17特種作戰中隊接管。
而後，AC-119K編入第18特種作戰中隊。第14特種作戰聯隊於1971年停用AC-119。直到1972年秋天，部分的飛機仍在泰國境外服役，但AC-119不久後就被美國空軍淘汰。剩餘的AC-119G和119K繼續在越南共和國空軍服役，直到1975年西貢淪陷。在越戰期間，只有5架AC-119墜毀。

### 書目
- Hobson, Chris. Vietnam Air Losses, USAF/USN/USMC, Fixed-Wing Aircraft Losses in Southeast Asia, 1961–1973.  North Branch, Minnesota: Specialty Press, 2001. ISBN 1-85780-115-6.
- Petrie, Bill. "AC-119G Shadow (USAF AC-119 Gunships)".  AC-119 Gunship Association, updated: 12 January 2006.Retrieved: 11 April 2007.
- Petrie, Bill. "AC-119K Stinger' (USAF AC-119 Gunships)".  AC-119 Gunship Association, updated: 27 February 2006. Retrieved: 11 April 2007.
- Project CHECO. Contemporary Historical Evaluation of Combat Operations: Fixed Wing Gunships in Southeast Asia （页面存档备份，存于）, Retrieved: 22 November 2012.

## 圖庫

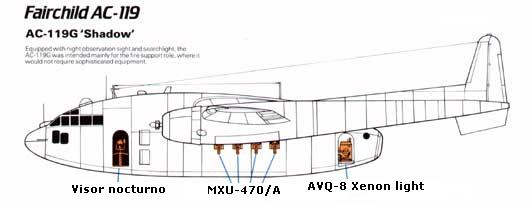
AC-119G的武器佈局
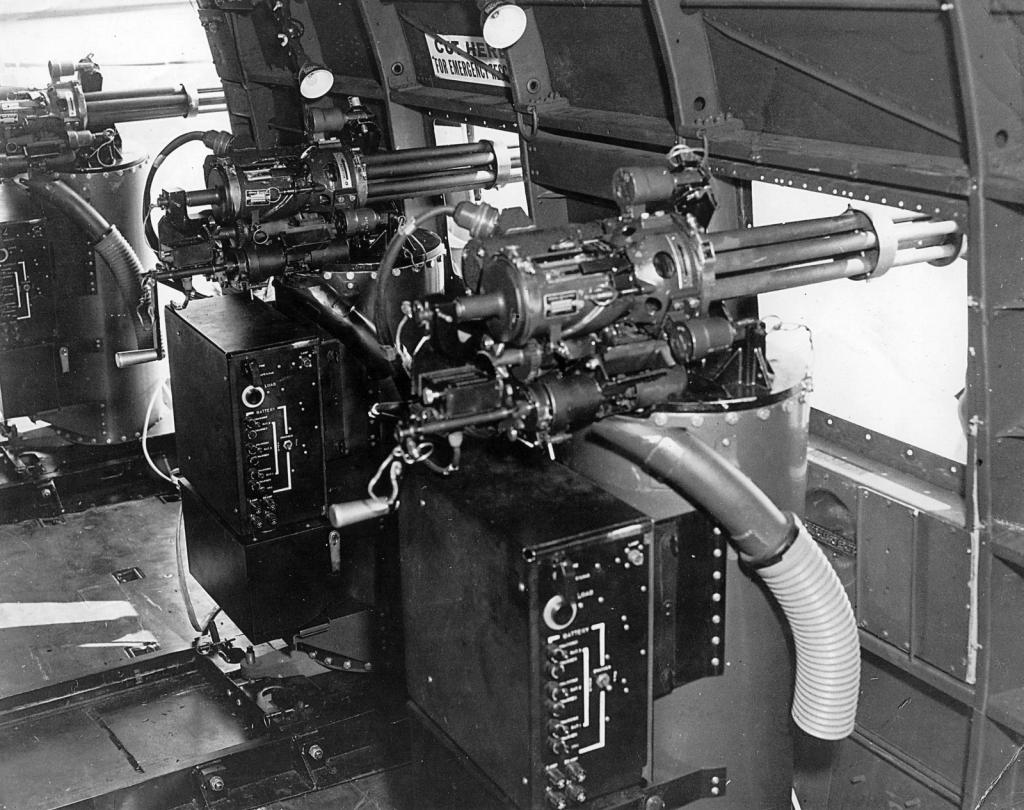
MXU-470 installed on a AC-47.
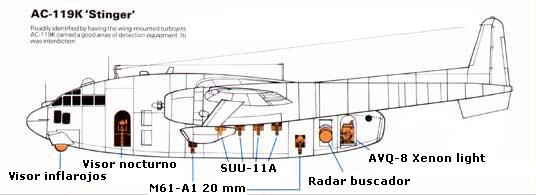
AC-119K的武器佈局
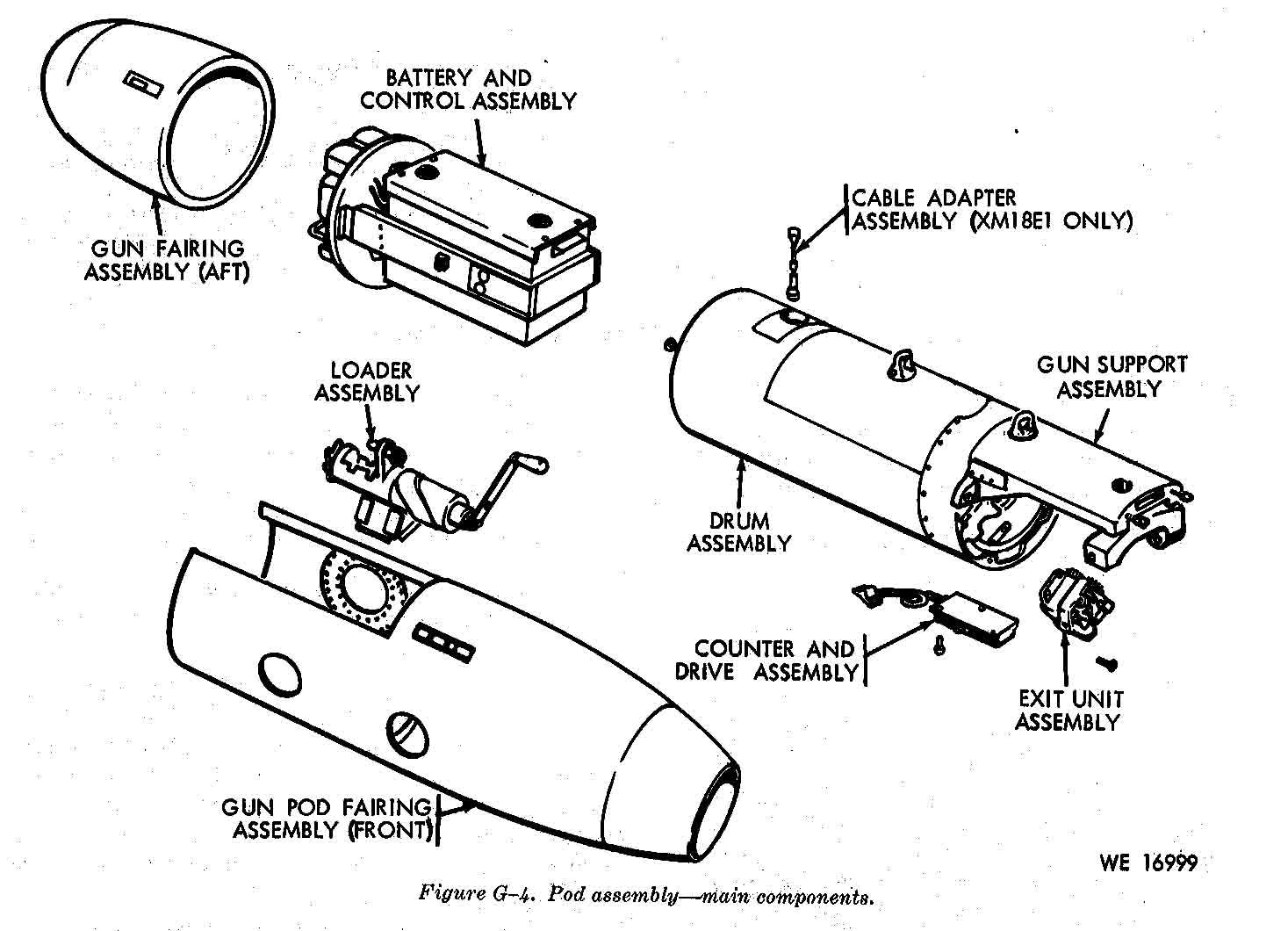
SUU-11A/A components.

## 外部連結
- AC-119 Gunship Association web site （页面存档备份，存于）
- Fairchild AC-119K – National Museum of the United States Air Force
- C-119 on display at Former Atterbury AAF/Bakalar AFB/Columbus Municipal Airport, Columbus Indiana  www.IndianaMilitary.org